# ناوچه سبک کلاس دسوبرتا
ناوچه سبک کلاس دسوبرتا (به انگلیسی: Descubierta-class corvette) یک کلاس از ناوچه‌های سبک به طول ۸۸٫۸ متر است.